# زارینا وهاب
زارینا وهاب (انگلیسی: Zarina Wahab) بازیگر هندی است که بیشتر در فیلم‌های هندی و مالایالم کار می‌کند. برای ایفای نقش‌های تحسین‌برانگیز در فیلم‌های چیتچور و گوپال کریشنا در سینما مالایالم وبالیوود به همراه فیلم‌هایی همچون ابو پسر آدم معروف است.

## فیلم‌شناسی
| سال  | فیلم                  | نقش            | زبالن    | نکات |
| ---- | --------------------- | -------------- | -------- | ---- |
| ۱۹۷۶ | چیتچور                | گیتا پی. چودری | هندی     |      |
| ۱۹۷۷ | آشیانه                | چایا           | هندی     |      |
| ۱۹۷۹ | گوپال کریشنا          | رادا           | هندی     |      |
| ۱۹۷۹ | سلام خانم (فیلم)      | رادا           | هندی     |      |
| ۱۹۷۹ | قایق                  | گیتا           | هندی     |      |
| ۱۹۸۲ | فوتبال                | سلین           | مالایالم |      |
| ۱۹۸۳ | پلیس دزد              | آنجانا         | هندی     |      |
| ۲۰۰۴ | دل بیشتر می‌خواد       | کاویتا         | هندی     |      |
| ۲۰۰۵ | کیسنا: شاعر جنگجو     | شانتا          | هندی     |      |
| ۲۰۰۹ | گاه‌شماری              | تنکام جوزف     | مالایالم |      |
| ۲۰۱۰ | من خان هستم           | رضیه خان       | هندی     |      |
| ۲۰۱۰ | یک مالک               | شانتی          | هندی     |      |
| ۲۰۱۰ | تاریخچه خون           |                |          |      |
| ۲۰۱۰ | دعوت‌کننده             |                |          |      |
| ۲۰۱۱ | ابو پسر آدم           | آیشوما         | مالایالم |      |
| ۲۰۱۲ | مسیر آتش              | سوهاسینی       | هندی     |      |
| ۲۰۱۳ | من، من هستم           | نیشا           | هندی     |      |
| ۲۰۱۳ | همت‌والا               | ساویتری        | هندی     |      |
| ۲۰۱۳ | ویشواروپام            | سیچیاتریست     | تامیل    |      |
| ۲۰۱۳ | منطقه قاضی‌آباد        | مادر ساتبیر    | هندی     |      |
| ۲۰۱۴ | بابی جاسوس            | سایدا          | هندی     |      |
| ۲۰۱۵ | بگذار قلب بتپد        | سیتا           | هندی     |      |
| ۲۰۱۶ | گچ و تخته پاک‌کن       | ایندو          | هندی     |      |
| ۲۰۲۰ | رقصنده خیابانی سه‌بعدی | مادر امریندر   | هندی     |      |
| ۲۰۲۳ | اجمیر ۹۲              | اورمیلا        | هندی     |      |